# هونتون
هونتون یک منطقه در بخش کوفو بنین است. این یک بخش اداری تحت صلاحیت کمون دوگ توتا است. بر اساس سرشماری نفوس که توسط مؤسسه بین‌المللی استعدادیابی بنین در تاریخ ۱۵ فوریه ۲۰۰۲ انجام شد، در این منطقه کل جمعیت ۵۸۱۴ نفر بود.